# Championnat d'Iran masculin de basket-ball
Le championnat d'Iran de basket-ball est une ligue de basket-ball professionnelle iranienne, créée en 1989. Ce championnat regroupe 10 équipes. Chaque équipe s'affronte à deux reprises, soit un total de 18 matchs lors de la saison régulière. Les huit premières équipes sont qualifiées pour les play-offs. Les quarts de finale se jouent au meilleur des trois matchs, tandis que les demi-finales et la finale se disputent au meilleur des cinq matchs.

## Équipes actuelles
- Al-Badr Bandar Kong
- Université Azad
- Esteghlal Zarin Qeshm
- Foolad Mahan Isfahan
- Hamyari Shahrdari Zanjan
- Mahram Téhéran
- Naft Sepahan Téhéran
- Petrochimi Bandar Imam
- Sanaye Petrochimi Mahshahr
- Shahrdari Gorgan

## Palmarès

### Division 1
| Saison    | Champion           | Finaliste            | 3e place                       |
| --------- | ------------------ | -------------------- | ------------------------------ |
| 1989-1990 | Jandarmeri Téhéran | Shahin Gorgan        |                                |
| 1991-1992 | Shahrdari Isfahan  | Shahrdari Gorgan     | Gostaresh Téhéran              |
| 1992-1993 | Shahrdari Isfahan  | Université Azad      | Etka Gorgan                    |
| 1993-1994 | Zob Ahan Isfahan   | Bank Tejarat Téhéran | Etka Gorgan                    |
| 1994-1995 | Zob Ahan Isfahan   | Bank Tejarat Téhéran | Etka Gorgan & Rah Ahan Téhéran |
| 1995-1996 | Paykan Téhéran     | Zob Ahan Isfahan     | Rah Ahan Téhéran               |
| 1996-1997 | Zob Ahan Isfahan   | Paykan Téhéran       | Rah Ahan Téhéran               |
| 1997-1998 | Paykan Téhéran     | Zob Ahan Isfahan     | Fath Téhéran                   |

### Super League
| Saison    | Champion                                        | Finaliste                | 3e place                                   |
| --------- | ----------------------------------------------- | ------------------------ | ------------------------------------------ |
| 1998-1999 | Zob Ahan Isfahan                                | Paykan Téhéran           | Fajr Sepah Téhéran                         |
| 1999-2000 | Zob Ahan Isfahan                                | Paykan Téhéran           | Shahrdari Gorgan                           |
| 2000-2001 | Zob Ahan Isfahan                                | Foolad Mobarakeh Isfahan | Iran Nara Téhéran                          |
| 2001-2002 | Zob Ahan Isfahan                                | Sanam Téhéran            | Paykan Téhéran                             |
| 2002-2003 | Sanam Téhéran                                   | Iran Nara Téhéran        | Zob Ahan Isfahan                           |
| 2003-2004 | Saba Battery Téhéran                            | Sanam Téhéran            | Zob Ahan Isfahan                           |
| 2004-2005 | Sanam Téhéran                                   | Saba Battery Téhéran     | Paykan Téhéran                             |
| 2005-2006 | Saba Battery Téhéran                            | Petrochimi Bandar Imam   | Paykan Téhéran                             |
| 2006-2007 | Saba Battery Téhéran                            | Petrochimi Bandar Imam   | Mahram Téhéran                             |
| 2007-2008 | Mahram Téhéran                                  | Saba Battery Téhéran     | Kaveh Téhéran                              |
| 2008-2009 | Mahram Téhéran                                  | Zob Ahan Isfahan         | Saba Mehr Qazvin                           |
| 2009-2010 | Mahram Téhéran                                  | Zob Ahan Isfahan         | Petrochimi Bandar Imam                     |
| 2010-2011 | Mahram Téhéran                                  | Zob Ahan Isfahan         | Petrochimi Bandar Imam                     |
| 2011-2012 | Mahram Téhéran                                  | Petrochimi Bandar Imam   | Foolad Mahan Isfahan                       |
| 2012-2013 | Petrochimi Bandar Imam                          | Mahram Téhéran           | Foolad Mahan Isfahan                       |
| 2013-2014 | Petrochimi Bandar Imam                          | Mahram Téhéran           | Université Azad                            |
| 2014-2015 | Mahram Téhéran                                  | Petrochimi Bandar Imam   | Université Azad                            |
| 2014-2015 | Mahram Téhéran                                  | Université Azad          | Petrochimi Bandar Imam                     |
| 2015-2016 | Petrochimi Bandar Imam                          | Palayesh Naft Abadan     | Chemidor Téhéran                           |
| 2016-2017 | Petrochimi Bandar Imam                          | Palayesh Naft Abadan     | Université Azad                            |
| 2017-2018 | Shahrdari Tabriz                                | Mahram Téhéran           | Petrochimi Bandar Imam                     |
| 2018-2019 | Palayesh Naft Abadan                            | Shahrdari Gorgan BC      | Chemidor Téhéran et Petrochimi Bandar Imam |
| 2019-2020 | Non attribué pour cause de Pandémie de Covid-19 |                          |                                            |
| 2020-2021 | Shahrdari Gorgan BC                             | Mahram Téhéran           | Chemidor Qom                               |

## Bilan par club
| Club                     | Champions | Finalistes | Années de victoires                      | Années de finales            |
| ------------------------ | --------- | ---------- | ---------------------------------------- | ---------------------------- |
| Zob Ahan Isfahan         | 7         | 5          | 1994, 1995, 1997, 1999, 2000, 2001, 2002 | 1996, 1998, 2009, 2010, 2011 |
| Mahram Téhéran           | 6         | 4          | 2008, 2009, 2010, 2011, 2012, 2015       | 2013, 2014, 2018, 2021       |
| Petrochimi Bandar Imam   | 4         | 4          | 2013, 2014, 2016, 2017                   | 2006, 2007, 2012, 2015       |
| Saba Battery Téhéran     | 3         | 2          | 2004, 2006, 2007                         | 2005, 2008                   |
| Paykan Téhéran           | 2         | 3          | 1996, 1998                               | 1997, 1999, 2000             |
| Sanam Téhéran            | 2         | 2          | 2003, 2005                               | 2002, 2004                   |
| Shahrdari Gorgan         | 1         | 3          | 2021                                     | 1990, 1992, 2019             |
| Shahrdari Tabriz         | 1         | 0          | 2018                                     | -                            |
| Jandarmeri Téhéran       | 1         | 0          | 1990                                     | -                            |
| Shahrdari Isfahan        | 0         | 2          | -                                        | 1992, 1993                   |
| Bank Tejarat Téhéran     | 0         | 2          | -                                        | 1994, 1995                   |
| Palayesh Naft Abadan     | 0         | 2          | -                                        | 2016, 2017                   |
| Université Azad          | 0         | 1          | -                                        | 1993                         |
| Foolad Mobarakeh Isfahan | 0         | 1          | -                                        | 2001                         |
| Iran Nara Téhéran        | 0         | 1          | -                                        | 2003                         |